# Robert Sabuda

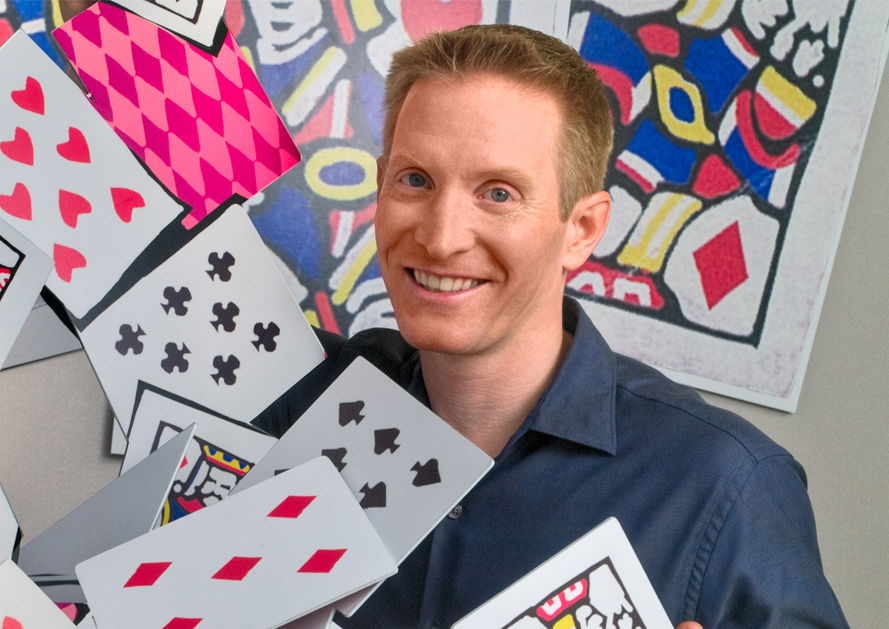
Robert Sabuda

Robert James Sabuda (* 8. März 1965 in Wyandotte, Michigan) ist ein US-amerikanischer Kinderbuchillustrator und Gestalter von Pop-up Büchern.
Nach dem Besuch des Pratt Institute in New York City arbeitete Sabuda zunächst als Packagedesigner. 1988 illustrierte Sabuda sein erstes Kinderbuch „The Fiddler's Son“. Internationale Beachtung erlangte Sabuda mit seinen ab 1994 veröffentlichten Pop-up-Büchern, in denen er dieser Buchgattung neue Dimensionen eröffnete. Seine Bücher zeichnen sich durch eine sehr diffizile  Papiermechanik aus, bei denen oftmals auf eine Illustration verzichtet wird. Die Bücher „Alice's Adventures in Wonderland: A Pop-up Adaptation“ 2003, „America the Beautiful“ 2004 und „Encyclopedia Prehistorica Dinosaurs: The Definitive Pop-Up“ (2006 gemeinsam mit seinem Partner Matthew Reinhart) haben neue Maßstäbe in der Gestaltung von Pop-up-Büchern gesetzt. Sabuda zählt international zu den führenden Papieringenieuren – paper engineers und ist bereits dreimal mit dem Meggendorfer Prize der MBS Movable Book Society (USA) ausgezeichnet worden.
Sabuda betreibt ein Studio in New York City, in dem er Bücher entwirft und sich um die Förderung junger Talente auf dem Gebiet der Kinderbuchillustration und des Paper Engineering kümmert.

## Bibliographie
Illustrierte Bücher
- Coco, Eugene Bradley & Sabuda, Robert (1988), The Fiddler's Son, Green Tiger Press, ISBN 0-516-09421-1
- Coco, Eugene Bradley & Sabuda, Robert (1988), The Wishing Well, Green Tiger Press, ISBN 0-88138-112-8
- Lowe, Steve, Thoreau, Henry David & Sabuda, Robert (1990), Walden, Philomel Books, ISBN 0-399-22153-0
- Whitman, Walt & Sabuda, Robert (1991), I Hear America Singing, Philomel Books, ISBN 0-399-21808-4
- Whitman, Walt & Sabuda, Robert (1991), Earth Verses and Water Rhymes, Atheneum, ISBN 0-689-31693-3
- Sabuda, Robert (1992), Saint Valentine, Atheneum, ISBN 0-689-31762-X
- Lowe, Steve, Columbus, Christopher & Sabuda, Robert (1992), The Log of Christopher Columbus: The First Voyage: Spring, Summer and Fall 1492, Philomel Books, ISBN 0-399-22139-5
- Owen, Roy & Sabuda, Robert (1993), The Ibis and the Egret, Philomel Books, ISBN 0-399-22504-8
- Levy, Constance & Sabuda, Robert (1994), The Tree Place and Other Poems, Atheneum, ISBN 0-689-50599-X
- Sabuda, Robert (1994), Tutankhamen's Gift, Atheneum, ISBN 0-689-31818-9
- Houston, Gloria & Sabuda, Robert (1995), Young Will: A Sunny Land With a Sunny Brook, Philomel Books, ISBN 0-399-22740-7
- Sabuda, Robert (1995), Arthur and the Sword, Atheneum, ISBN 0-689-31987-8
- Sabuda, Robert (1997), The Paper Dragon, Atheneum, ISBN 0-689-31992-4
- Sabuda, Robert (2003), Uh-oh, Leonardo! : The Adventures of Providence Traveler , 1503, Atheneum, ISBN 0-689-81160-8

Pop-up-Bücher
- Sabuda, Robert (1994), The Mummy's Tomb: A Pop-Up Book, Golden Books, ISBN 0-307-17627-4
- Sabuda, Robert (1994), The Knight's Castle: A Pop-Up Book, Golden Books, ISBN 0-307-17626-6
- Sabuda, Robert (1994), The Christmas Alphabet, Orchard Books, ISBN 0-531-09492-8
- Sabuda, Robert (1995), Help the Animals of South America (A Pop-Up Book), Readers Digest, ISBN 0-89577-666-9
- Sabuda, Robert (1995), Help the Animals of North America (A Pop-Up Book), Readers Digest, ISBN 0-89577-665-0
- Sabuda, Robert (1995), Help the Animals of Asia (A Pop-Up Book), Readers Digest, ISBN 0-89577-667-7
- Sabuda, Robert (1995), Help the Animals of Africa (A Pop-Up Book), Readers Digest, ISBN 0-89577-668-5
- Williams, Nancy & Sabuda, Robert (1995), A Kwanzaa Celebration: A Pop-up Book, Little Simon, ISBN 0-689-80266-8
- Sabuda, Robert (1996), The Twelve Days of Christmas: A Pop-Up Celebration, Little Simon, ISBN 0-689-80865-8
- Sabuda, Robert (1997), Cookie Count: A Tasty Pop-Up, Little Simon, ISBN 0-689-81767-3
- Sabuda, Robert (1998), ABC Disney Pop-Up, Disney Press, ISBN 0-7868-3132-4
- Sabuda, Robert (1999), The Movable Mother Goose, Little Simon, ISBN 0-689-83149-8
- Sabuda, Robert (2000), The Wonderful Wizard of Oz: Pop-Up, Little Simon, ISBN 0-689-84014-4
- Thomas, Pamela & Sabuda, Robert (2000), Brooklyn Pops Up, Little Simon, ISBN 0-689-84019-5
- Reinhart, Matthew & Sabuda, Robert (2001), Young Naturalist Pop-up Handbook: Butterflies, Hyperion, ISBN 0-7868-0558-7
- Reinhart, Matthew & Sabuda, Robert (2001), Young Naturalist Pop-up Handbook: Beetles, Hyperion, ISBN 0-7868-0557-9
- Moore, Clement Clarke & Sabuda, Robert (2002), The Night Before Christmas Pop-up, Little Simon, ISBN 0-689-83899-9
- Sabuda, Robert (2003), Alice's Adventures in Wonderland: A Popup Adaptation, Little Simon, ISBN 0-689-84743-2
- Sabuda, Robert (2004), America the Beautiful, Little Simon, ISBN 0-689-87421-9
- Sabuda, Robert & Reinhart, Matthew (2005), Encyclopedia Prehistorica Dinosaurs: The Definitive Pop-Up, Candlewick, ISBN 0-7636-2228-1
- Sabuda, Robert (2005), Winter's Tale: An Original Pop-Up Journey, Little Simon, ISBN 1-4169-0787-4
- Sabuda, Robert (2006), Encyclopedia Prehistorica Sharks and Other Sea Monsters: The Definitive Pop-Up, Candlewick, ISBN 0-7636-2228-1